# Short Strand
Short Strand (in irlandese: an Trá Gearr) è un quartiere operaio di Belfast, Irlanda del Nord. È un'enclave nazionalista principalmente cattolica e irlandese, circondata da East Belfast, principalmente protestante e unionista. Si trova sulla riva orientale del fiume Lagan nella townland di Ballymacarret, che fa parte della contea di Down. I confini dello Short Strand sono Albertbridge Road (a sud), Short Strand Road (a ovest), Newtownards Road (a nord) e Bryson Street/Clandeboye Gardens (a est). All'angolo nord-est di Short Strand si trova la chiesa cattolica di San Matteo.
Per decenni protestanti e cattolici si sono regolarmente scontrati ai margini dello Short Strand. Ciò ha portato a feroci disordini e, occasionalmente, a scontri a fuoco. Gran parte dello Short Strand è circondato dalle Peace Lines.

## Storia

### XIX secolo
Nel XIX secolo, molti cattolici si trasferirono dalla contea di Down nell'area.

### Conflitto nordirlandese
Il conflitto etno-politico noto come The Troubles iniziò nel 1969. Nei primi anni dei Troubles, i cattolici di Short Strand erano circa 6.000, mentre i loro vicini protestanti erano circa 60.000. La zona è stata teatro di molte violenze; inclusi disordini e attacchi da parte di paramilitari repubblicani e lealisti irlandesi. Il 27 giugno 1970, la Provisional IRA ha combattuto un lungo scontro a fuoco con militanti lealisti intorno alla chiesa di San Matteo. Tre persone sono state uccise. Questa fu la prima grande azione della Provisional IRA e divenne nota come la battaglia di St Matthew's.
Durante i Troubles c'era una base della Royal Ulster Constabulary (RUC) nello Short Strand. Era pesantemente fortificato a causa degli attacchi con bombe e armi da fuoco da parte dell'IRA. È stata chiusa nel 2010 e demolita nel febbraio 2011.

### XXI secolo
Nel giugno 2002, ci furono grandi rivolte tra folle repubblicane e lealiste rivali, che contavano oltre 1.000, e prolungati scambi di armi da fuoco tra i paramilitari rivali. Vedi gli scontri di Short Strand del 2002.
Il 20 giugno 2011, è stato riferito che un gruppo di 60-100 uomini stava attaccando le case delle persone. Ci sono state segnalazioni di feriti, di case danneggiate e di lancio di molotov. Secondo quanto riferito, due uomini sono stati uccisi. I combattimenti erano iniziati in un'area di interfaccia tra Mountpottinger Road e la strada inferiore di Newtownards. Il sovrintendente capo Alan McCrum del PSNI ha affermato che la violenza era stata orchestrata dall'UVF. Due uomini furono fucilati e undici colpi furono sparati. Un fotografo della stampa è stato ucciso durante la seconda notte di rivolte, con il PSNI che incolpava i repubblicani dissidenti. L'assistente capo della polizia Alastair Finlay ha detto che non c'era alcun segno che l'UVF intendesse porre fine alla rivolta.
Nel 2015, l'area ha nuovamente fatto notizia quando i membri dell'IRA sono stati accusati dell'omicidio dell'ex uomo dell'IRA Kevin McGuigan, che è stato ucciso a colpi di arma da fuoco fuori dalla sua casa nello Short Strand in rappresaglia per l'omicidio tre mesi prima del membro anziano dell'IRA Gerard Jock Davison.